# 綾川町
綾川町（日语：／ Ayagawa chō */?）是位於日本香川縣中部的町，隸屬於綾歌郡，也是讚岐烏龍麵的發源地。町名源自於流經轄區內的綾川。轄區南部坐落著讚岐山脈的山岳，當地人口則集中在琴平線穿越的北部地區。綾川町內坐落著以菅原道真作為祭神的瀧宮天滿宮，並且在每年8月舉辦被聯合國教科文組織指定為無形文化資產的瀧宮念佛踊。而當地在向外通勤與就學上較依賴東北邊的高松市。 

## 地理

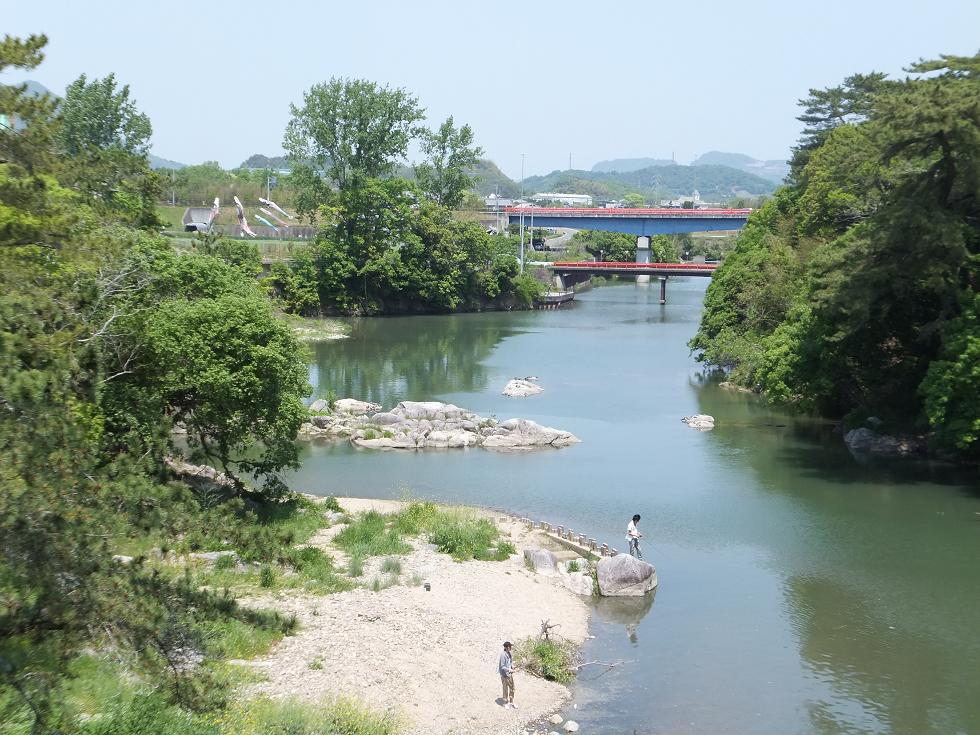
瀧宮公園與綾川
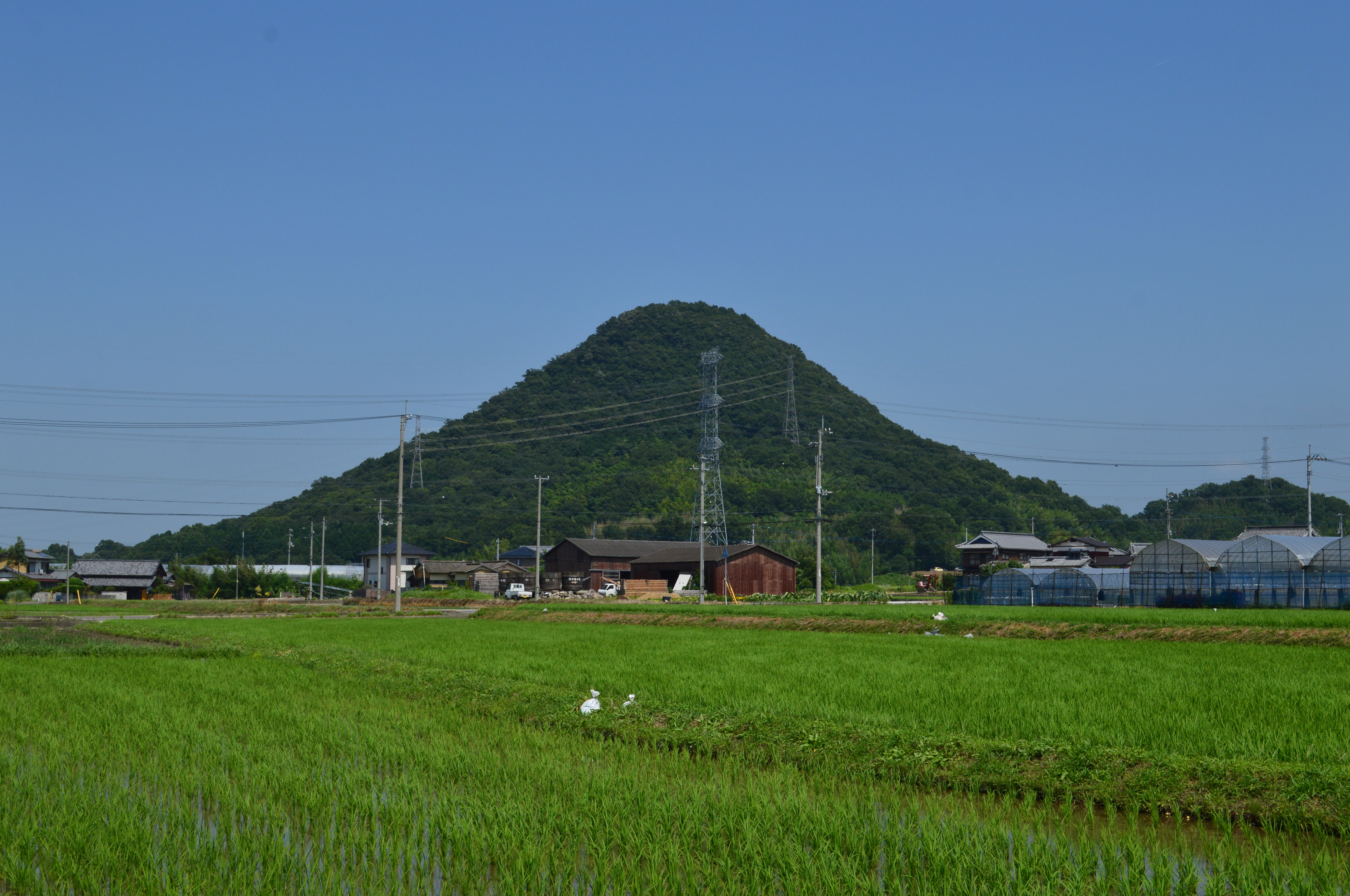
堤山（羽床富士）
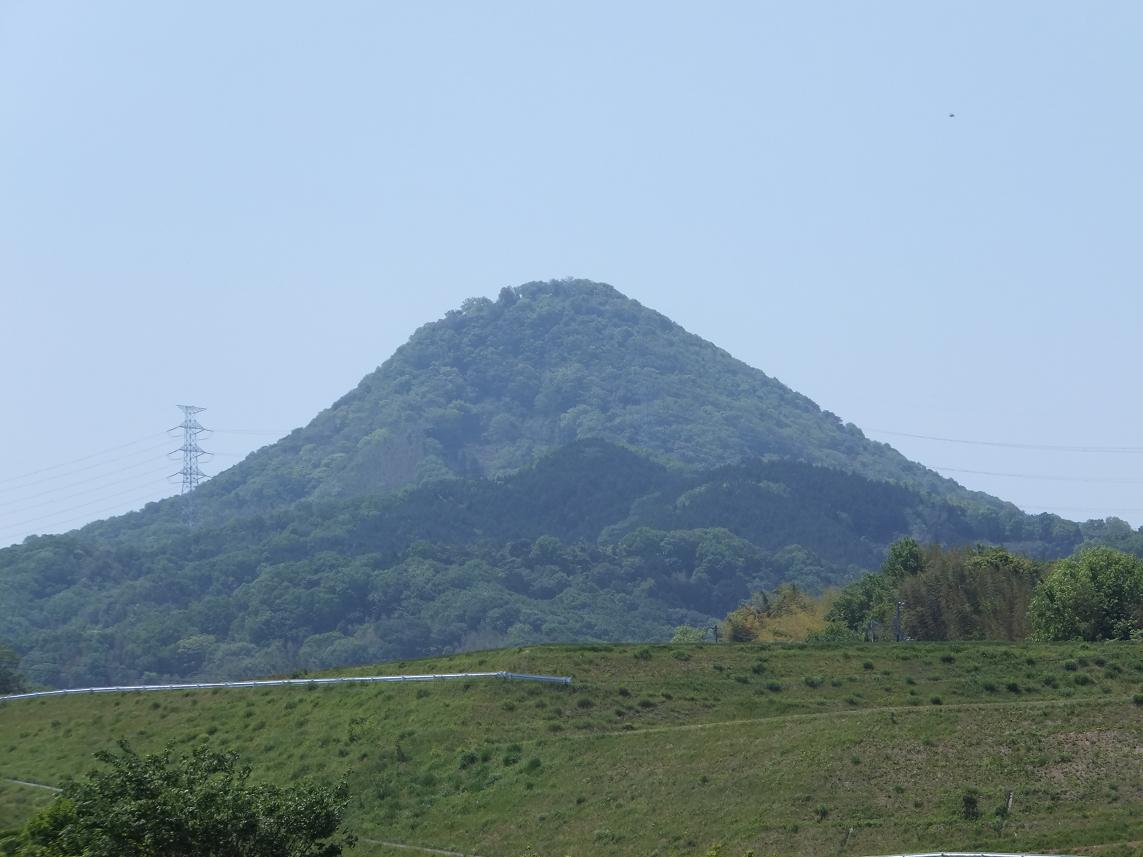
高鉢山（綾上富士）

綾川町內約46.9%的面積被山林覆蓋，23.2%的面積為農業用地。舊綾上町的南部及西部地區多為讚岐山脈的山麓，並坐落著讚岐七富士中的羽床富士（堤山）和綾上富士（高鉢山）；北部為綾川及其支流所形成的氾濫平原和谷底平原。舊綾南町則多分佈著台地與河階地形。發源自讚岐山脈最高峰龍王山的綾川由南往西北流經綾川町，並在北部流經府中水壩（府中湖）後於坂出市注入瀨戶內海。而綾川的支流富川、飴屋川、今瀧川、梶羽川等河也流經町內。

### 氣候
綾川町屬於瀨戶內海式氣候，全年雨量較少且較為溫暖。當地現時共有1600座以上大小不一的貯水池。

## 歷史

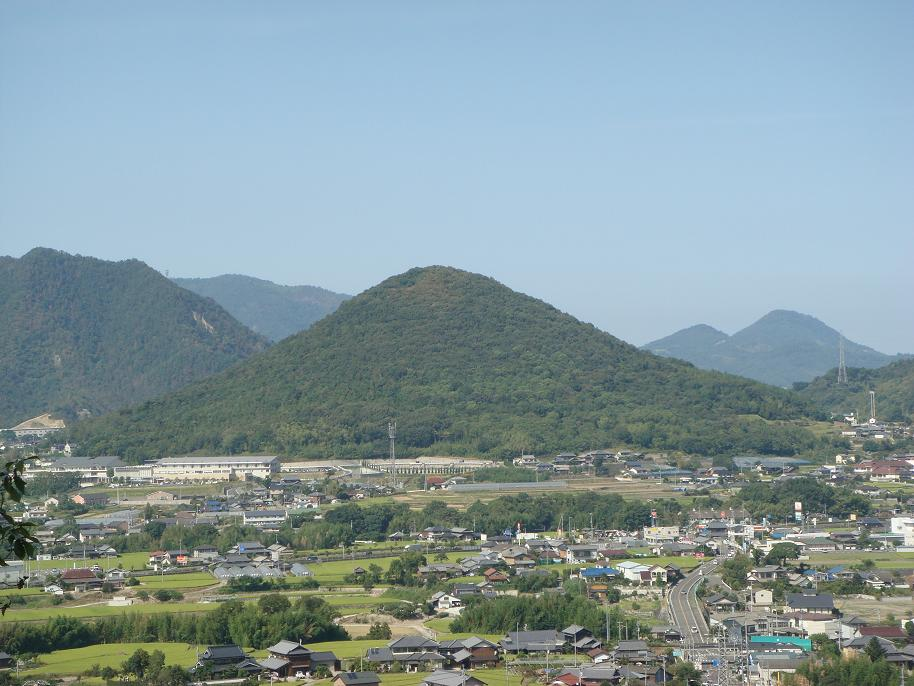
十瓶山

綾川町自古時便有人類居住，境內的遺跡中曾出土過繩紋時代及彌生時代的繩文土器和彌生土器。而自陶內地區出土的銅鐘推測於彌生時代中期製成，並且被指定為香川縣的有形文化財。綾川兩岸的丘陵地帶則坐落著多處古墳。當地在奈良時代至鎌倉時代作為窯業的中心地區而相當繁榮，現時也存留著200處以上的窯跡。其中十瓶山窯跡群為橫跨綾川町與坂出市的窯遺跡群，並且為南海道規模最大的窯跡群；該窯跡群在當時則以燒製須惠器和磚瓦為主。
平安時代，開創真言宗的僧侶空海於大同元年（806年）自中國返回日本，並將製作烏龍麵的技術傳授給他的姪子兼弟子智泉。而智泉則將自己製作的烏龍麵供奉給在瀧宮地區的雙親，當地也因此成為讚岐烏龍麵的發源地。仁和2年（886年），式部少輔兼文章博士的菅原道真奉命擔任讚岐國守，並據信居住在現今的瀧宮天滿宮境內。菅原道真擔任讚岐國的國司期間致力於推廣教育及實行仁政，同時也在當地遭逢大旱時向山神祈求降下大雨。之後大雨下了長達三天三夜，而充滿歡喜的村民們聚集在道真的官邸前表演舞蹈，以表達感激之情。當時村民們表演的舞蹈被認為是瀧宮念佛踊的起源，並且作為「風流踊」的名單之一於2022年被聯合國教科文組織指定為無形文化資產。天曆二年（948年），瀧宮天滿宮的原社殿落成，並以菅原道真作為祭神。

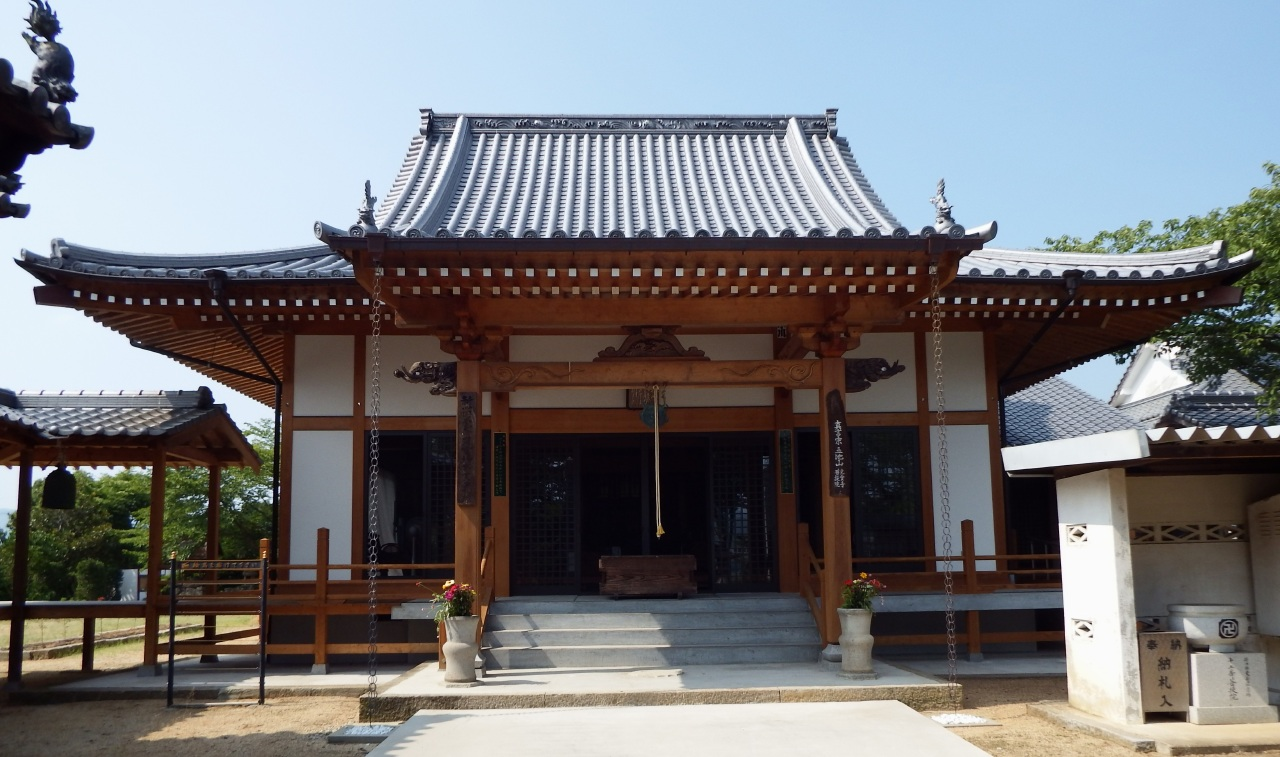
菩提院本堂

明治23年（1890年），日本在當地實施町村制，並設置枌所村等共9個村。昭和4年（1929年）4月1日，千疋村與畑田村合併成昭和村。昭和29年（1954年）4月1日，昭和村、陶村、瀧宮村和羽床村合併成綾南町；同日山田村、羽床上村、枌所村與西分村也合併成綾上村。昭和27年（1962年）2月1日，綾上村改制成綾上町。平成18年（2006年）3月1日，綾上町與綾南町合併成現今的綾川町。

### 變遷表
| 1890年2月15日 | 1890年 - 1926年 | 1926年 - 1954年           | 1926年 - 1954年           | 1955年 - 1989年           | 1989年 - 現在              | 現在                       |
| ------------- | --------------- | ------------------------- | ------------------------- | ------------------------- | -------------------------- | -------------------------- |
| 陶村          | 陶村            | 陶村                      | 1954年4月1日 合併為綾南町 | 1954年4月1日 合併為綾南町 | 2006年3月21日 合併為綾川町 | 2006年3月21日 合併為綾川町 |
| 瀧宮村        |                 |                           | 1954年4月1日 合併為綾南町 | 1954年4月1日 合併為綾南町 | 2006年3月21日 合併為綾川町 | 2006年3月21日 合併為綾川町 |
| 千疋村        | 千疋村          | 1929年4月1日 合併為昭和村 | 1954年4月1日 合併為綾南町 | 1954年4月1日 合併為綾南町 | 2006年3月21日 合併為綾川町 | 2006年3月21日 合併為綾川町 |
| 畑田村        |                 | 1929年4月1日 合併為昭和村 | 1954年4月1日 合併為綾南町 | 1954年4月1日 合併為綾南町 | 2006年3月21日 合併為綾川町 | 2006年3月21日 合併為綾川町 |
| 羽床村        |                 |                           | 1954年4月1日 合併為綾南町 | 1954年4月1日 合併為綾南町 | 2006年3月21日 合併為綾川町 | 2006年3月21日 合併為綾川町 |
| 羽床上村      | 羽床上村        | 羽床上村                  | 1954年4月1日 合併為綾上村 | 1962年2月1日 綾上町       | 2006年3月21日 合併為綾川町 | 2006年3月21日 合併為綾川町 |
| 山田村        |                 |                           | 1954年4月1日 合併為綾上村 | 1962年2月1日 綾上町       | 2006年3月21日 合併為綾川町 | 2006年3月21日 合併為綾川町 |
| 西分村        |                 |                           | 1954年4月1日 合併為綾上村 | 1962年2月1日 綾上町       | 2006年3月21日 合併為綾川町 | 2006年3月21日 合併為綾川町 |
| 枌所村        |                 |                           | 1954年4月1日 合併為綾上村 | 1962年2月1日 綾上町       | 2006年3月21日 合併為綾川町 | 2006年3月21日 合併為綾川町 |

## 行政
現任町長前田武俊於2022年4月在選舉中成功連任，其任期將持續至2026年4月。此次選舉的投票率為62.42%，較上屆選舉高出約2個百分點。

## 人口
綾川町的總人口數在合併前的1946年達到最高峰29,173人，隨後便開始逐年減少。雖然當地的人口數在1970年至2000年增加約3600多人，但2000年以後再度呈現下降的趨勢，並預估2070年將僅剩約11,124人。而據2020年的統計，當地的高齡人口占比為36%，預估2070年將上升至44%。
| 綾川町人口分布圖 |                                               |  |
| 綾川町與日本全國年齡別人口分布比較圖 （2005年資料） | 綾川町的年齡、男女別人口分布圖 （2005年資料） |  |
| ■紫色是綾川町 ■綠色是全国 | ■藍色是男性 ■紅色是女性                       |  |
| 綾川町人口變化 \| 1970年 \| 22,551人 \| \| \| 1975年 \| 22,556人 \| \| \| 1980年 \| 24,017人 \| \| \| 1985年 \| 24,644人 \| \| \| 1990年 \| 24,509人 \| \| \| 1995年 \| 25,421人 \| \| \| 2000年 \| 26,205人 \| \| \| 2005年 \| 25,628人 \| \| \| 2010年 \| 24,625人 \| \| \| 2015年 \| 23,610人 \| \| \| 2020年 \| 22,693人 \| \| |                                               |  |
| 資料來源：日本總務省統計中心提供之人口普查數據 |                                               |  |
| 1970年 | 22,551人                                      |  |
| 1975年 | 22,556人                                      |  |
| 1980年 | 24,017人                                      |  |
| 1985年 | 24,644人                                      |  |
| 1990年 | 24,509人                                      |  |
| 1995年 | 25,421人                                      |  |
| 2000年 | 26,205人                                      |  |
| 2005年 | 25,628人                                      |  |
| 2010年 | 24,625人                                      |  |
| 2015年 | 23,610人                                      |  |
| 2020年 | 22,693人                                      |  |

## 經濟
根據日本2020年的國勢調查統計，綾川町的就業人口中有9.3%從事第一級產業，24.4%的就業人口從事第二級產業，其餘的66.3%則從事第三級產業。當地的農業以生產稻米、小麥「讚岐之夢2009」等農產品為主，近年來則面臨就業人口不足與高齡化等問題。而當地也是香川縣內主要的草莓產地之一。此外提供雲端服務的日本企業HIGHRESO則在2024年5月與香川縣政府簽署合作協議，並預計在2025年8月啟用位於綾川町內專門用於人工智慧開發的資料中心。

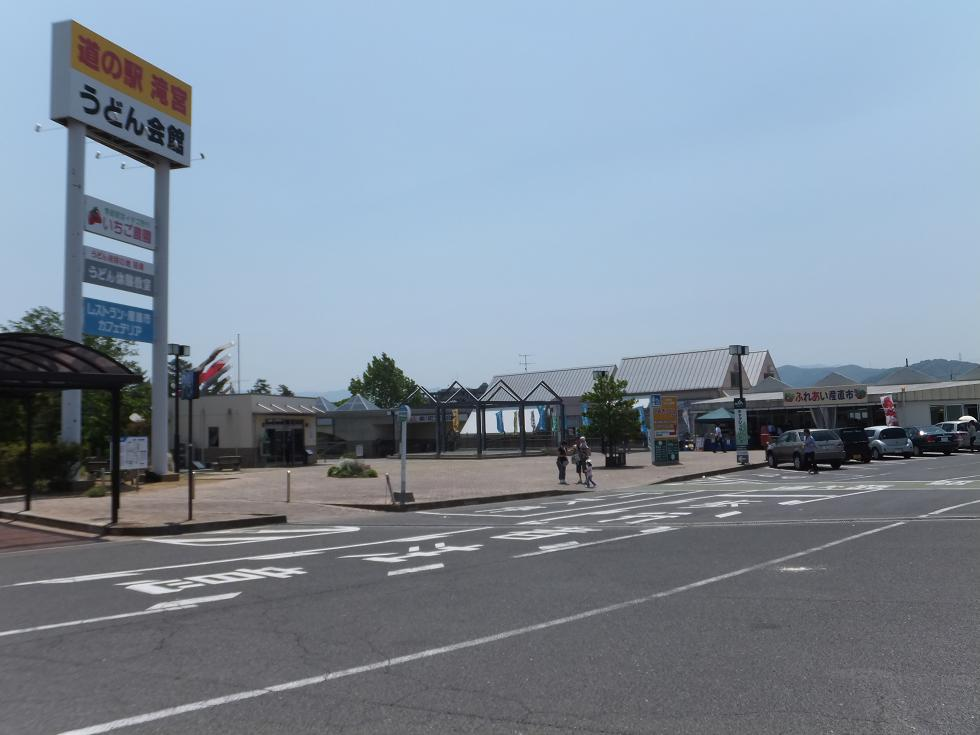
道之驛瀧宮

由於綾川町內擁有柏原溪谷、瀧宮天滿宮與道之驛瀧宮等自然與觀光景點，加上當地每年8月會舉辦被聯合國教科文組織指定為無形文化資產的瀧宮念佛踊，因此吸引許多遊客前來。根據統計，2007年至2019年，當地每年約有30萬至50萬名遊客到訪。2020年當地的遊客數受到嚴重特殊傳染性肺炎疫情的影響而驟降至20萬人以下，2023年則回升至近70萬人。

## 教育
綾川町內共有5所小學校、1所中學校與1所高等學校（香川縣立農業經營高等學校）。根據2019年的統計，當地共有1136名小學生與568名中學生。

## 交通

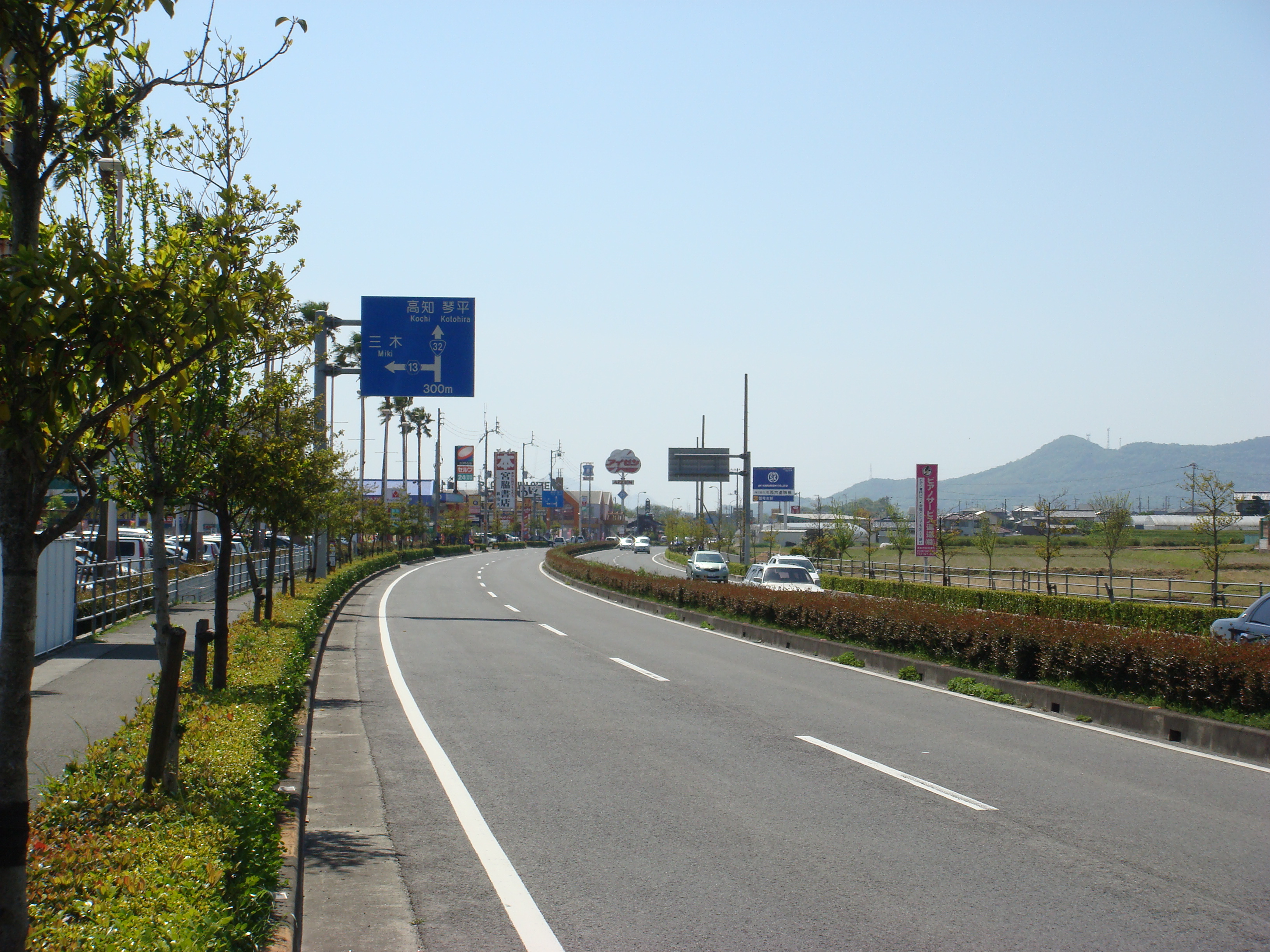
通過綾川町的國道32號
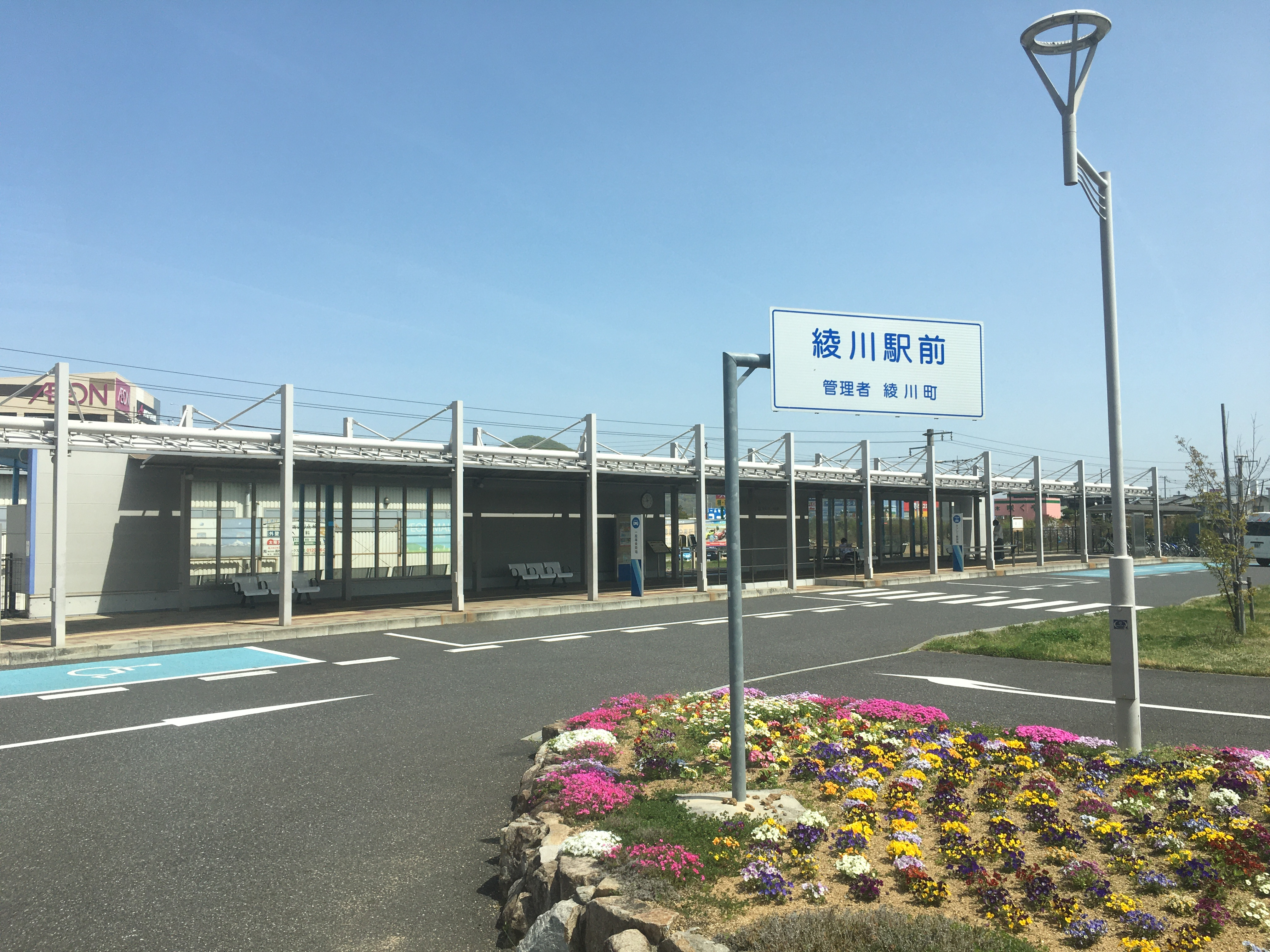
綾川站
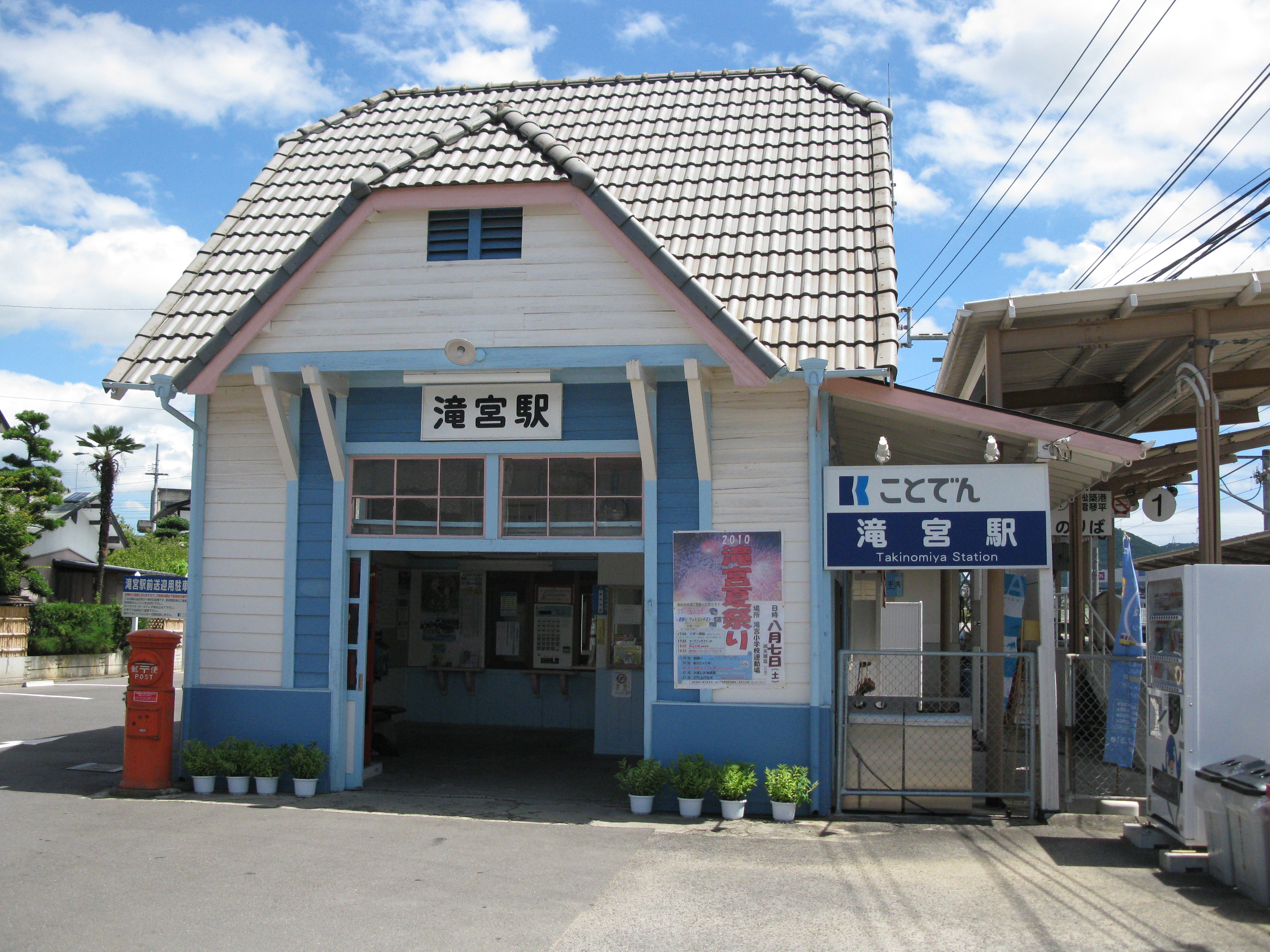
瀧宮站

國道32號以東西向穿越綾川町的北部地區，國道377號則由東往西北通過中央地帶，並且在與丸龜市的邊界地帶和國道32號連接。鐵路方面，高松琴平電氣鐵道的琴平線通過綾川町北部，並由東往西設置插頭丘站、畑田站、陶站、綾川站、瀧宮站和羽床站。根據2021年的統計，當地使用人數最多的車站為綾川站，其次為陶站和瀧宮站。而綾川町與高松市的邊界地帶則坐落著高松機場。

## 友好城市
綾川町與以下日本行政區為姊妹城市:
| 市町村   | 都道府縣 | 締結日期     |
| -------- | -------- | ------------ |
| 秩父別町 | 北海道   | 1979年9月8日 |

綾川町與以下外國行政區為友好城市:
| 國家           | 城市                     | 締結日期      |
| -------------- | ------------------------ | ------------- |
| 中华人民共和国 | 新樂市（河北省石家莊市） | 1995年5月23日 |

### 期刊
1. ↑  森本蓮; 白石純.  . 半田山地理考古 (岡山理科大学). 2020, 8: 91-97. ISSN 2187-591X.

### 引用
1. ↑  . TBS NEWS DIG. 2023-04-14  [2025-04-20]. （原始内容存档于2025-04-20） （日语）.
2. 1 2 3 4 5 6 7 8 9 10   (PDF). 綾川町役場. 2023-03  [2025-04-20]. （原始内容存档 (PDF)于2025-04-20） （日语）.
3. 1 2 3   (PDF). 綾川町役場. 2023-02  [2025-04-20]. （原始内容存档 (PDF)于2025-04-20） （日语）.
4. 1 2 3 4 5   (PDF). 綾川町役場. 2025-03  [2025-04-20]. （原始内容存档 (PDF)于2025-04-20） （日语）.
5. 1 2 3 4   (PDF). 綾川町役場. 2025-03  [2025-04-20]. （原始内容存档 (PDF)于2025-04-20） （日语）.
6. 1 2 3 4   (PDF). 綾川町役場. 2015-03  [2025-04-20]. （原始内容存档 (PDF)于2025-04-20） （日语）.
7. ↑  . kotobank.   [2025-04-20] （日语）.
8. ↑  . kotobank.   [2025-04-20] （日语）.
9. ↑  . kotobank.   [2025-04-20] （日语）.
10. ↑   (PDF). 綾川町役場. 2021-03  [2025-04-20]. （原始内容存档 (PDF)于2025-04-20） （日语）.
11. ↑   (PDF). 香川県文化財保護審議会. 2025-03-19  [2025-04-20]. （原始内容存档 (PDF)于2025-04-03） （日语）.
12. ↑  . NHK. 2025-03-27  [2025-04-20]. （原始内容存档于2025-03-28） （日语）.
13. ↑  . 朝日新聞社. 2025-03-29  [2025-04-20]. （原始内容存档于2025-03-29） （日语）.
14. ↑  . kotobank.   [2025-04-21] （日语）.
15. ↑  谷本峻也.  (PDF). 香川県埋蔵文化財センター. 2022  [2025-04-20]. （原始内容存档 (PDF)于2024-12-04） （日语）.
16. 1 2  . 朝日新聞社. 2020-12-18  [2024-06-06]. （原始内容存档于2024-06-06） （日语）.
17. 1 2  . 国土交通省 地域観光資源の多言語解説文データベース. 2020  [2024-06-06]. （原始内容存档于2024-08-22） （日语）.
18. ↑  . kotobank.   [2025-04-21] （日语）.
19. ↑  . kotobank.   [2025-04-21] （日语）.
20. ↑  藤原時平; 大藏善行（日语：大蔵善行）; 菅原道真.  . 维基文库, 49 （中文）. 十六日丙申。踏歌之節、天皇御紫宸殿、宴于侍臣。宮人踏歌、賜禄如常。▼是日。以大学頭従五位上兼守右少弁藤原朝臣佐世為左少弁。.......。従五位上行式部少輔兼文章博士加賀権守菅原道真為讃岐守。
21. 1 2 3  . 滝宮天満宮.   [2025-04-21] （日语）.
22. ↑  . kotobank.   [2025-04-21] （日语）.
23. 1 2  . NHK. 2024-08-25  [2025-04-20]. （原始内容存档于2025-01-26） （日语）.
24. 1 2  . 朝日新聞社. 2022-12-02  [2025-04-20]. （原始内容存档于2022-12-05） （日语）.
25. ↑  . UNESCO Intangible Cultural Heritage. 2022-11  [2025-04-20]. （原始内容存档于2023-12-27） （英语）.
26. ↑  . 滝宮天満宮.   [2025-04-21]. （原始内容存档于2024-09-18） （日语）.
27. ↑  . kotobank.   [2025-04-21] （日语）.
28. 1 2   (PDF). 綾川町役場. 2023-03  [2025-04-20]. （原始内容存档 (PDF)于2025-04-20） （日语）.
29. 1 2   (PDF). 綾川町役場. 2017-03  [2025-04-20]. （原始内容存档 (PDF)于2025-04-20） （日语）.
30. ↑  . 政治山. 2022-04-17  [2025-04-20]. （原始内容存档于2025-04-20） （日语）.
31. 1 2  . KSB瀬戸内海放送. 2022-04-18  [2025-04-20]. （原始内容存档于2022-04-18） （日语）.
32. 1 2  . OHK岡山放送. 2022-04-18  [2025-04-20]. （原始内容存档于2024-07-20） （日语）.
33. ↑   (PDF). 香川県庁. 2025-01-01  [2025-04-20]. （原始内容存档 (PDF)于2025-03-24） （日语）.
34. ↑  . TBS NEWS DIG. 2022-10-12  [2025-04-20]. （原始内容存档于2025-04-20） （日语）.
35. ↑  . NHK. 2024-10-09  [2025-04-20]. （原始内容存档于2024-10-09） （日语）.
36. ↑  . NHK. 2024-05-30  [2025-04-20]. （原始内容存档于2024-05-31） （日语）.
37. ↑  . TBS NEWS DIG. 2024-05-30  [2025-04-20]. （原始内容存档于2025-04-20） （日语）.
38. ↑  . TBS NEWS DIG. 2024-02-15  [2025-04-20]. （原始内容存档于2025-04-20） （日语）.
39. ↑  . 朝日新聞社. 2023-10-05  [2025-04-20]. （原始内容存档于2024-05-31） （日语）.
40. ↑  . 香川県庁. 2024-04-19  [2025-04-20]. （原始内容存档于2025-02-07） （日语）.
41. ↑  . TBS NEWS DIG. 2024-04-19  [2025-04-20]. （原始内容存档于2025-04-20） （日语）.
42. ↑  . NHK. 2024-05-08  [2025-04-20]. （原始内容存档于2025-04-20） （日语）.
43. ↑  . 日本経済新聞社. 2024-12-19  [2025-04-20]. （原始内容存档于2024-12-22） （日语）.
44. ↑  . 綾川町役場. 2024-05-01  [2025-04-20]. （原始内容存档于2024-10-08） （日语）.
45. 1 2   (PDF). 綾川町役場. 2025-03  [2025-04-20]. （原始内容存档 (PDF)于2025-04-20） （日语）.
46. ↑  . 綾川町役場.   [2025-04-19]. （原始内容存档于2025-04-20） （日语）.
47. ↑  . 香川県教育委員会. 2023-04-01  [2025-04-20]. （原始内容存档于2025-04-06） （日语）.
48. ↑   (PDF). 綾川町教育委員会. 2020-03  [2025-04-20]. （原始内容存档 (PDF)于2024-10-11） （日语）.
49. ↑  . 朝日新聞社. 2023-12-02  [2025-04-20]. （原始内容存档于2023-12-21） （日语）.
50. ↑   (PDF). 綾川町役場. 2015  [2025-04-20]. （原始内容存档 (PDF)于2025-04-20） （日语）.
51. ↑  . 秩父別町役場.   [2025-04-21]. （原始内容存档于2024-10-08） （日语）.
52. ↑  . 一般財団法人自治体国際化協会.   [2025-04-21]. （原始内容存档于2025-04-21） （日语）.

## 外部連結
- （日語） 綾川町烏龍麵會館 （页面存档备份，存于）
- （日語） 綾上町、綾南町合併協議會
- （日語） 綾川町立圖書館 （页面存档备份，存于）